# 보살

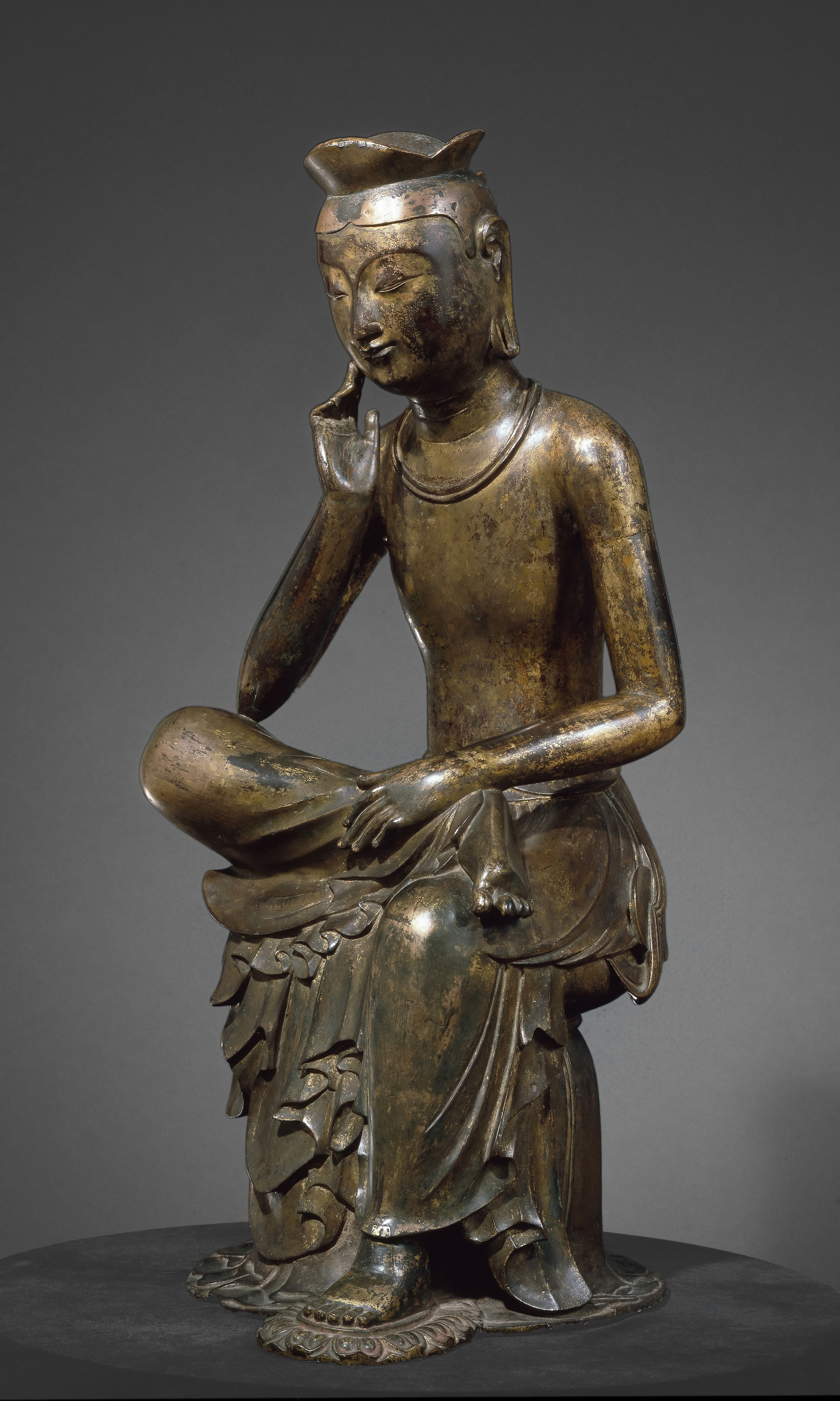
대한민국 국보 미륵보살 반가사유상

보살(菩薩, 산스크리트어: बोधिसत्त्व bodhisattva 보디사트바, 팔리어: बोधिसत्त bodhisatta 보디삿따)은 부처(깨달은 사람 또는 존재)가 되기 위해 수행하는 사람(초기불교 경전-니까야에서의 정의), 또는 여러 생을 거치며 선업을 닦아 높은 깨달음의 경지에 다다른 위대한 사람을 뜻한다. 특히 대승불교에서 강조되었다. 보리살타 · 보살마하살 · 각유정 등으로도 불린다. 대승불교가 발달하면서 초기불교의 보살의 의미가 변화되었다.
대승불교는 원래 재가(在家)의 신자들이 중심이 되어 일으킨 것으로, 종래의 부파불교가 출가수행자(出家修行者)의 독점물이었던 것을 널리 전 불교도의 것으로 만드는 데 목적이 있었다. 부파불교 시대에서 보살이라 하면 전생시대(前生時代)의 고타마 붓다 한 사람만을 지칭하는 것이었는데, 대승불교가 일어난 후로는 모든 사람이 다 부처가 될 수 있다는 입장에서 불교의 수행자 모두가 부처의 후보자로서 보살이라고 칭해지게 되었다.
대승불교에서는 성문승과 연각승의 2승(二乘: 두 가지 탈것, 두 종류의 가르침, 두 종류의 길)에 대하여 이들 2가지 길보다 더 뛰어난 길로서의 보살승 즉 보살의 길을 포함시켜 3승(三乘: 세 가지 탈것, 세 종류의 가르침, 세 종류의 길)의 교의를 주장하였다. 3승의 교의의 문맥에서는 보살은 보살승의 수행자 즉 대승불교의 수행자를 뜻한다. 이런 취지에서 2승의 수행자인 성문 · 연각과 비교하여, 대승불교 경전인 《해심밀경(解深密經)》에서는 "미세하고 아주 깊고 통달하기 어려워 범부나 2승은 이해할 수 없는 승의제를 이해할 수 있는 사람"을 보살이라 하고 있다.
보살행(菩薩行)은 부처의 후보자로서의 보살의 수행, 또는, 높은 깨달음을 성취한 위대한 사람으로서의 보살이라는 경지에 다다르기 위한 수행을 뜻하는데, 보살행의 구체적인 실천 항목으로 6바라밀(六婆羅蜜)이 세워졌다. 이후 대승불교의 교학이 발달하면서 10바리밀과 10지설이 성립되었고, 《화엄경》에서 설하고 있는, 10지설을 중심으로 하는, 41위의 보살 수행계위에 기반하여 대승불교에서 널리 채택하여 사용하고 있는 10신 · 10주 · 10행 · 10회향 · 10지 · 등각 · 묘각의 52위의 보살 수행계위가 성립되었다.

## 이름의 뜻
보살은 보리살타(菩提薩唾)의 줄임말로 보리살타는 산스크리트어 "보디사트바(bodhisattva)'"를 음에 따라 번역한 것이다. 산스크리트어 "보디(bodhi: 보리)"는 깨닫다는 뜻이며 "사트바(sattva)"는 존재 또는 유정(有情)을 뜻한다. 즉 보리살타는 깨달은 존재라는 뜻으로 각유정(覺有情)이라 의역되기도 한다. 유정은 중생이라 불리기도 한다.
- 보살은 빠알리어의 보디삿따(Bodhisatta, 菩提薩唾)라는 말을 음사(音寫)한 것으로 깨달음을 향해 나아가는 사람이란 뜻이다.

대승불교에서는 깨달음을 이룬 존재라는 뜻으로 사용되고 있지만 초기불교에서는 깨달음을 향해 나아가는 사람이란 뜻으로 사용되었다.

## 대승불교

### 보살의 성격
보살은 대승불교의 주요 특징이다. 개인의 깨달음과 열반뿐 아니라 중생과 함께 열반에 이르는 것을 가장 큰 가치로 삼기 때문이다. 보살의 사홍서원은 이러한 특징을 잘 드러낸다. 지장보살은 지옥에서 고통받는 모든 중생이 구원받기 전에는 부처가 되지 않겠다고 서원하고, 법장비구(법장보살이라고도 불리며 아미타불이 부처가 되기 전인 전생의 수행 비구)는 괴로운 중생에게 깨달음을 주기 전에는 결코 부처가 되지 않겠다고 서원한다.

### 보살의 수행
대승불교에서는 수행자로서의 보살은 6바라밀을 닦아야 한다고 말한다. 이 중에서도 반야바라밀은 나머지 다섯 바라밀의 성립 근거가 되는 무분별지(無分別智)로서, 특히 중요시되고 있다. 예를 들어, 대승불교의 논서인 《대지도론(大智度論)》에서는 육안(肉眼) · 천안(天眼) · 혜안(慧眼) · 법안(法眼) · 불안(佛眼)의 오안(五眼)을 얻고자 한다면 반야바라밀을 닦아야 한다는 불교 경전의 진술을 인용해 이를 해설하고 있다.
대승불교의 6바라밀은 단순히 재가 신도(在家信徒)를 위한 것이라기보다는 출가 · 재가를 불문하고 전불교도의 기본적인 덕목으로서 8정도(八正道)에서는 설명되어 있지 않는 이타행(利他行)으로서의 보시(布施)가 제1차적으로 취급된 점에 특색이 있다. 또한 후에는 6바라밀에 방편(方便) · 원(願) · 역(力) · 지(智)의 이타적인 내용을 가진 4개의 덕목이 추가되어 십바라밀설(十婆羅蜜說)이 출현했다. 대승불교에서는 이타(利他)가 그대로 자리(自利)로 되는 곳에 대승의 실천도의 현묘함이 있다고 주장한다.

## 문화적 용어
한국의 불교에서는 여성 평신도를 가리키는 용어로도 쓰인다.

## 같이 보기
- 명자보살
- 성문승
- 연각승
- 불승

## 참고 문헌
- 이 문서에는 다음커뮤니케이션(현 카카오)에서 GFDL 또는 CC-SA 라이선스로 배포한 글로벌 세계대백과사전의 내용을 기초로 작성된 글이 포함되어 있습니다.